# Route nationale 819
Pour les articles homonymes, voir Route 819.
La route nationale 819 ou RN 819 était une route nationale française reliant Lisieux à L'Aigle. À la suite de la réforme de 1972, elle a été déclassée en RD 519 dans le Calvados, RD 819 dans l'Eure et en RD 919 dans l'Orne.

## Ancien tracé de Lisieux à l'Aigle (D 519, D 819 & D 919)
- Lisieux
- Glos
- Saint-Denis-de-Mailloc
- Saint-Julien-de-Mailloc
- La Chapelle-Yvon
- Orbec
- Montreuil-l'Argillé
- Mélicourt
- Mesnil-Rousset
- Glos-la-Ferrière
- L'Aigle